# Kein-Mann-GmbH
Eine Kein-Mann-GmbH (auch Keinmann-GmbH) ist eine Gesellschaft mit beschränkter Haftung (GmbH) deutschen Rechts, bei der alle Geschäftsanteile der GmbH selbst gehören, sie also eine „GmbH ohne Gesellschafter“ ist.
Die Möglichkeit des Entstehens einer Kein-Mann-GmbH wurde 1985 erstmals skizziert und führte – zusammen mit den sich daraus ergebenden Fragestellungen – zu einer umfangreichen Diskussion in verschiedenen Veröffentlichungen – in nahezu allen einschlägigen Kommentaren zum Gesetz betreffend die Gesellschaften mit beschränkter Haftung (GmbHG) oder dem Gesellschaftsrecht.
Eine Kein-Mann-GmbH entsteht, wenn alle Geschäftsanteile der GmbH von dem einzigen Gesellschafter (bei Vorliegen einer Ein-Mann-GmbH) oder von allen Gesellschaftern an die GmbH übergehen. Dies ist möglich, da das GmbHG den Erwerb eigener Anteile durch die GmbH nicht begrenzt. In Österreich hingegen wird die Entstehung einer Kein-Mann-GmbH durch § 81 GmbHG unmöglich gemacht.

## Entstehung
Es gibt mehrere Wege, auf denen eine Kein-Mann-GmbH entstehen kann:
- Erbschaft (GmbH ist Erbe der Geschäftsanteile)
- Schenkung (GmbH erhält Geschäftsanteile geschenkt)
- Verkauf des/aller Geschäftsanteile/s an die GmbH (gemäß § 16 Abs. 1 GmbHG)
- Gesellschafter-Ausschluss (Kaduzierung – gemäß § 21 GmbHG) ohne dass ein Gesellschafter verbleibt
- Aufgabe des Gesellschaftsanteils (Abandonnierung – gemäß § 27 GmbHG) durch den/die Gesellschafter
- Austritt des/der Gesellschafter aus der GmbH
- Ergebnis von Gesellschaftsauflösung: Bei Vorliegen einer GmbH & Co. KG erfolgt ein Verkauf/Übertrag aller Gesellschaftsanteile an die Komplementär-GmbH. Wenn anschließend der/die Kommanditisten ausscheiden wird die GmbH & Co. KG aufgelöst und eine Kein-Mann-GmbH bleibt zurück.

## Diskussion
Die Möglichkeit der Entstehung einer Kein-Mann-GmbH ist weitgehend unumstritten.
Gegenstand der Diskussion ist es, ob und wie die Kein-Mann-GmbH Bestand haben kann. Die hierbei vertretenen Ansichten reichen von der Notwendigkeit der Auflösung der Kein-Mann-GmbH bis zu der Ansicht, dass – bei Vorliegen eines Aufsichtsrates und eines entsprechenden Gesellschaftsvertrages bzw. Satzung – die Kein-Mann-GmbH auf Dauer bestehen kann. Dabei könnte eine Kein-Mann-GmbH z. B. als ein einer Stiftung ähnliches Konstrukt Verwendung finden.

## Sonstige Verwendung des Begriffes
Gelegentlich werden (fälschlicherweise) auch GmbHs als Kein-Mann-GmbH bezeichnet, an denen (auch mittelbar)
- keine natürliche Person Gesellschaftsanteile hält oder Stimmrechte ausüben kann
- natürliche Personen zwar Gesellschaftsanteile halten und/oder Stimmrechte ausüben, allerdings nur in einem derartig geringen Umfang, dass deren Einfluss (nahezu) bedeutungslos ist.

Dies ist beispielsweise dann gegeben, wenn die Gesellschaftsanteile und/oder die Stimmrechte fast vollständig oder vollständig von einer (oder mehreren) Stiftung(en) gehalten werden (Beispiele: Robert Bosch GmbH, Possehl).
Da die GmbH jedoch Gesellschafter hat (eben eine Stiftung), handelt es sich nicht um eine Kein-Mann-GmbH im eigentlichen Sinne.